# 伯特伦·麦克唐纳
伯特伦·麦克唐纳（英語：Bertram Macdonald，1902年5月25日—1965年12月28日），英国男子田径运动员，主攻长跑。他曾代表英国参加1924年夏季奥林匹克运动会田径比赛，获得男子团体3000米银牌。